# گوبینک
گوبینک (به لهستانی: Gubinek) یک روستا در لهستان است که در گمینا گوبین واقع شده‌است. گوبینک ۱۴۰ نفر جمعیت دارد.